# 가미우칸촌
가미우칸촌(上有漢村)은 오카야마현 조보군에 설치되었던 촌이다. 현재의 다카하시시에 해당한다.